# Бандера, Александр Андреевич
Алекса́ндр Андре́евич Банде́ра (укр. Олександр Андрійович Бандера; 25 марта 1911, Старый Угринов, Калушский уезд, Королевство Галиции и Лодомерии, Австро-Венгрия — июль 1942, Освенцим, Нацистская Германия) — украинский политик и учёный, деятель ОУН с 1933 года.

## Биография
Родился 25 марта 1911 года. Отец — Андрей Бандера. Брат — Степан Бандера.
Окончил Стрыйскую гимназию и агрономический факультет Львовской политехники.
В мае-сентябре 1919 года находился на Тернопольщине. Пластун-разведчик 2-го куреня УСП[неизвестный термин] «Красная Калина».
По решению ОУН в 1933 году уехал в Италию, где учился в Римской высшей школе экономико-политических наук, защитил докторскую диссертацию.
Работал в Римской станице ОУН. После провозглашения Акта восстановления Украинского государства приехал на Львовщину, где его арестовало гестапо.
22 июля 1942 года заключён в концлагерь Освенцим (№ 51020) и там погиб.
По его смерти есть две версии. По первой он погиб от рук польских надзирателей-фольксдойче. Тело сожгли в крематории. По другой версии физическое перенапряжение и, скорее всего, избиение другими польскими заключенными стали причиной того, что Александр Бандера был помещён в больничный блок № 20. Здесь 10 августа 1942 г. врач СС в ходе осмотра отобрал 75 заключенных, которых в тот же день по распоряжению СС умертвили инъекцией фенола в сердце. Одним из убитых был Александр Бандера.